# Rio Bacaxá
Rio Bacaxá är ett vattendrag i Brasilien.   Det ligger i delstaten Rio de Janeiro, i den sydöstra delen av landet, 1 000 km sydost om huvudstaden Brasília.
Omgivningarna runt Rio Bacaxá är huvudsakligen savann. Runt Rio Bacaxá är det ganska glesbefolkat, med 48 invånare per kvadratkilometer.